# دميتري أوتكين
دميتري فاليريفيتش أوتكين (بالروسية: Дмитрий Валерьевич Уткин)‏ (بالأوكرانية: Дмитро Валерійович Уткін)‏ (11 يونيو 1970 - 23 أغسطس 2023) كان ضابطًا في الجيش الروسي، حيثُ خدمَ في مديرية المخابرات الرئيسية (المخابرات العسكريّة)، وهناكَ حصل على رتبة مقدم. يُزعم على نطاقٍ واسعٍ أنّ دميتري أوتكين هو المؤسِّس الفعلي والأول لمجموعة فاغنر العسكريّة، كما يُشاع أنّ اسمه الرمزي أو الحركي هو فاغنر. حصل أوتكين خلال مسيرتهِ العسكريّة على أربعة أوسمة شجاعة من روسيا.

## النشأة والتعليم
وُلد دميتري فاليريفيتش أوتكين في 11 حزيران/يونيو 1970 في مدينة أسبيست، وهي القرية الواقعة في مقاطعة سفردلوفسك، الاتحاد السوفيتي (سابقًا). كانت والدته تعملُ مهندسة مدنية، وقد انفصلت عن زوجها والد أوتكين عندما كان ابنهما في سنواته الأولى. خلال طفولته المبكّرة، انتقل أوتكين ووالدته إلى قرية سمولين الأوكرانية في مقاطعة كيروفوهراد، وهناك نشأ حيثُ قضى معظم سنين طفولته. وصفه زملاء الدراسة بأنه مجتهدٌ للغاية ولكنه متعجرف.
بعد تخرجه من المدرسة الثانوية في سمولين، انتقلَ أوتكين إلى مدينة لينينغراد (سانت بطرسبرغ حاليًا) حيث التحقَ بمدرسة إس إم كيروف العليا وانضم لاحقًا إلى القوات الخاصة التابعة للمديرية الرئيسية لهيئة الأركان العامة للقوات المسلحة الروسية وهي جهاز المخابرات العسكرية الخارجية للدولة الروسيّة. أنجبَ أوتكين خلال إقامته في مدينة سمولين الأوكرانيّة طفلين، ثم تزوّج في التسعينيات من إيلينا شربينينا وأنجبَ منها هي الأخرى ثلاثة أطفال، لكنّ الثنائي انفصلا في أوائل العقد الأول من القرن الحادي والعشرين. أبلغت شربينينا خلال ظهورها في برنامج تلفزيوني عام 2015 عن اختفاء أوتكين.

## المسيرة العسكرية

### الفيلق السلافي
شغل أوتكين منصب قائد المفرزة الخاصة المنفصلة رقم 700 من اللواء الخاص المنفصل الثاني التابع للمديرية الرئيسية لهيئة الأركان العامة للقوات المسلحة للاتحاد الروسي المتمركزة في مدينة بيتشوري، مقاطعة بسكوف وذلك حتى عام 2013 حينما تركَ العمل مع الجيش النظامي، وانتقلَ في نفس السنة للعملِ مع مجموعة موران الأمنية، وهي شركة خاصة أسَّسها قدامى المحاربين العسكريين الروس، والتي شاركت في مهام أمنية وتدريبية في جميع أنحاء العالم، وتتخصَّصُ في مكافحة القرصنة في البحار. لقد شاركَ كبار مديري مجموعة موران الأمنية في العام نفسه في إنشاء الفيلق السلافي الذي اتخذَ من هونج كونج مقرًا له، والذي قام في أولى عملياته بتعيين متعاقدين لحماية حقول النفط وخطوط الأنابيب في سوريا خلال حربها الأهلية. كانَ أوتكين من بين المتعاقدين الذي نشرتهم الشركة الأمنيّة الخاصة في سوريا كعضوٍ في الفيلق السلافي، ونجا من مهمته الفاشلة بصعوبة. عادَ أوتكين إلى موسكو في تشرين الأول/أكتوبر 2013، وفي وقتٍ لاحقٍ اعتقل جهاز الأمن الفيدرالي الروسي بعض أعضاء الفيلق السلافي بسبب نشاط المرتزقة غير القانوني ومن غيرِ المعروف ما إذا كان أوتكين ضمنَ المعتقلين.

### مجموعة فاغنر
بعد عودته إلى روسيا من سوريا، قِيل – بحسبِ المصادر الاستخباراتيّة – إنّ أوتكين أنشأ مجموعة مرتزقة خاصة به، وسمَّاها مجموعة فاغنر نسبةً لاسمه الحركي الذي كانَ يستخدمهُ في تلك الفترة كرجل مخابرات، وهو الاسم المشتق من اسمِ الملحن والموسيقار الألماني ريتشارد فاغنر. شُوهد أوتكين ومجموعة فاغنر، بالإضافة إلى العديد من قدامى المحاربين في الفيلق السلافي، في شبه جزيرة القرم في شباط/فبراير 2014 ثم شُوهدوا مرة ثانيّة في دونباس، حيث قاتلوا مع الانفصاليين الموالين لروسيا خلال الحرب الروسية الأوكرانية. ذكر الموقع الإخباري الروسي جازيتا أنَّ أوتكين ورجاله من المحتمل أن يكونوا متورطين في قتلِ العديد من القادة الميدانيين لجمهورية لوغانسك الشعبية المعلنة ذاتيًا، فيما ذكرت صحيفة يني شفق التركية أن أوتكين ربما كان رئيسًا صوريًا للشركة، في حين أن الرئيس الحقيقي لفاغنر كان شخصًا آخر.
شُوهد أوتكين في الكرملين خلال الاحتفال بيوم أبطال الوطن في 9 كانون الأول/ديسمبر 2016، وحضر الاحتفال باعتباره الحائز على أربعة نياشين شجاعة، والتُقطت له صورة له مع الرئيس الروسي، فلاديمير بوتين. أكَّدَ دميتري بيسكوف، السكرتير الصحفي للرئيس الروسي، بأنَّ أوتكين كان من بين المدعوين، لكنه لم يعلق على علاقته بالمرتزقة. أفادت مجموعة آر بي كاي الإعلامية الروسية (RBK) أنه وبعد الانتهاء من التدريب في كراسنودار كراي، عاد أوتكين ورجاله إلى سوريا في عام 2015. بعد وقت قصير من بدء الضربات الجوية الروسية على مواقع المعارَضة في سوريا، ظهرت تقارير عن مقتل مرتزقة روس يُقاتلون إلى جانبِ الجيش السوري على الأرض، كما انتشرت على مواقع التواصل الاجتماعي عدة صور تُظهر رجالًا روسًا مسلحين قُتلوا خلال هجوم تدمر في آذار/مارس 2016، وذكرت شبكة سكاي نيوز البريطانيّة أن ما يقارب 500 إلى 600 شخص، معظمهم من مرتزقة فاغنر، قُتلوا في سوريا عام 2016.

## العقوبات
بسببِ نشاط المرتزقة الذي قاده أوتكين في سوريا وفي مناطق أخرى حول العالَم فقد تعرّض رجل المخابرات الروسي لعديدِ العقوبات من الولايات المتحدة والدول الأوروبية على حدٍ سواء، ففي حزيران/يونيو 2017، فرضت الولايات المتحدة عقوباتٍ على أوتكين بصفته رئيسًا وقائدًا لمجموعة فاغنر. حاولَ أوتكين الالتفاف حول العقوبات التي فُرضت عليه حيث عُيّن في تشرين الثاني/نوفمبر 2017 أو في وقتٍ قريبٍ من هذا التاريخ رئيسًا تنفيذيًا لشركة كونكورد للإدارة والاستشارات (بالإنجليزية: Concord Management and Consulting)‏ وهي الشركة الإدارية القابضة المملوكة ليفغيني بريغوزين، الذي يُعتقد على نطاقٍ واسعٍ أنه ممول مجموعة فاغنر، ومع ذلك نفى موقع بيلنجكات المتخصّص في الاستخبارات مفتوحة المصدر أن يكون ديمتري أوتكين المعيّن كرئيسٍ تنفيذي للشركة هو نفسه دميتري أوتكين ضابط الاستخبارات الروسي وقائد المرتزقة في سوريا وأوكرانيا.
فرضَ مجلس الاتحاد الأوروبي في كانون الأول/ديسمبر 2021 «إجراءات تقييدية» ضد أوتكين وآخرين مرتبطين بمجموعة فاغنر، واتهمَ المجلس أوتكين بأنه «مسؤولٌ عن الانتهاكات الجسيمة لحقوق الإنسان التي ارتكبتها مجموعة فاغنر، والتي تشملُ التعذيب والإعدام والقتل خارج نطاق القضا أو بإجراءات موجَزة أو تعسفية»، كما تعرَّض لقعوباتٍ من قِبل حكومتي نيوزيلندا، والمملكة المتحدة فيما يتعلقُ بالغزو الروسي لأوكرانيا عام 2022.

## الآراء والأفكار
بحسبِ عديد وسائل الإعلام، فإنّ أوتكين كانَ معجبًا بألمانيا النازية ووشمَ على جسده كذا وشم يُجسّد شعارات النازية، بما في ذلك شارة شوتزستافل. تقولُ المصادر أنّ أوتكين اتخذ له اسمًا حركيًا هو «فاغنر» نسبةً للملحن الألماني ريتشارد فاغنر، وهو الملحّن الذي كان عمله موضع إعجابٍ كبيرٍ من قِبل أدولف هتلر واستغلَّ النازيون موسيقاه ذات الطابع الملحمي والوطني.
صرَّحَ بعضٌ من أعضاء مجموعة فاغنر أنّ أوتكين كان من أتباع عقيدة رودنوفر، وبالتالي فهو مؤمنٌ بالعقيدة السلافية الأصلية. نادرًا ما يظهر أوتكين في العلن أو وسائل التواصل الاجتماعي وقد كان آخر ظهور علني له في عام 2016.

## وفاته

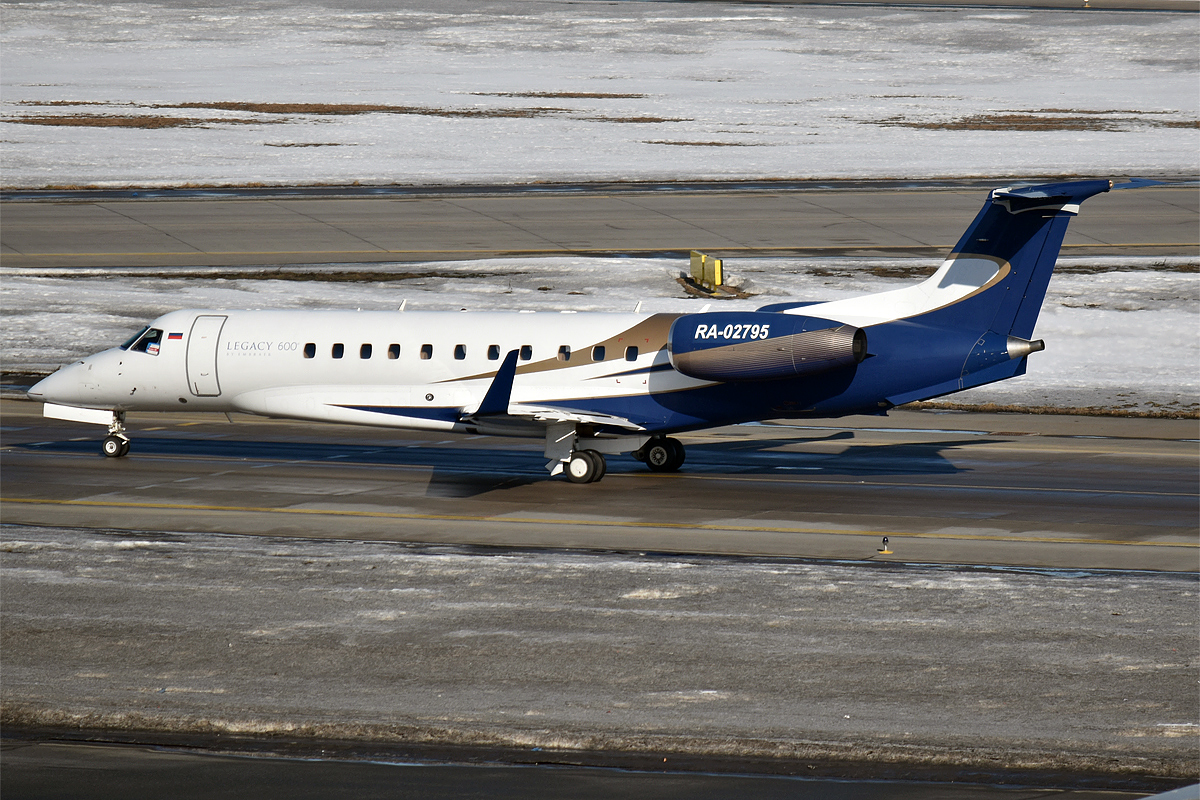
الطائرة التي تحطمت وكان على متنها دميتري أوتكين ويفغيني بريغوجين و7 ركاب آخرين من بينهم 3 من طاقم الطائرة.

تُوفيّ دميتري أوتكين يوم 23 آب/أغسطس 2023 مع زعيم مجموعة فاغنر يفغيني بريغوجين في حادثة تحطّم طائرة إمبراير ليجاسي 600 الخاصة التي كانت تحملُ 7 أشخاص آخرين، من بينهم 3 من طاقم الطائرة، حيث انطلقت الطائرة من العاصمة موسكو متوجهة إلى مدينة سانت بطرسبرغ فسقطت خلال الطريق في مقاطعة تفير ولم يُعرَف بعد ما إن كانت الدفاعات الجوية الروسية من أسقطتها كما زعمت بعضُ المصادر.